# Quadratnetz

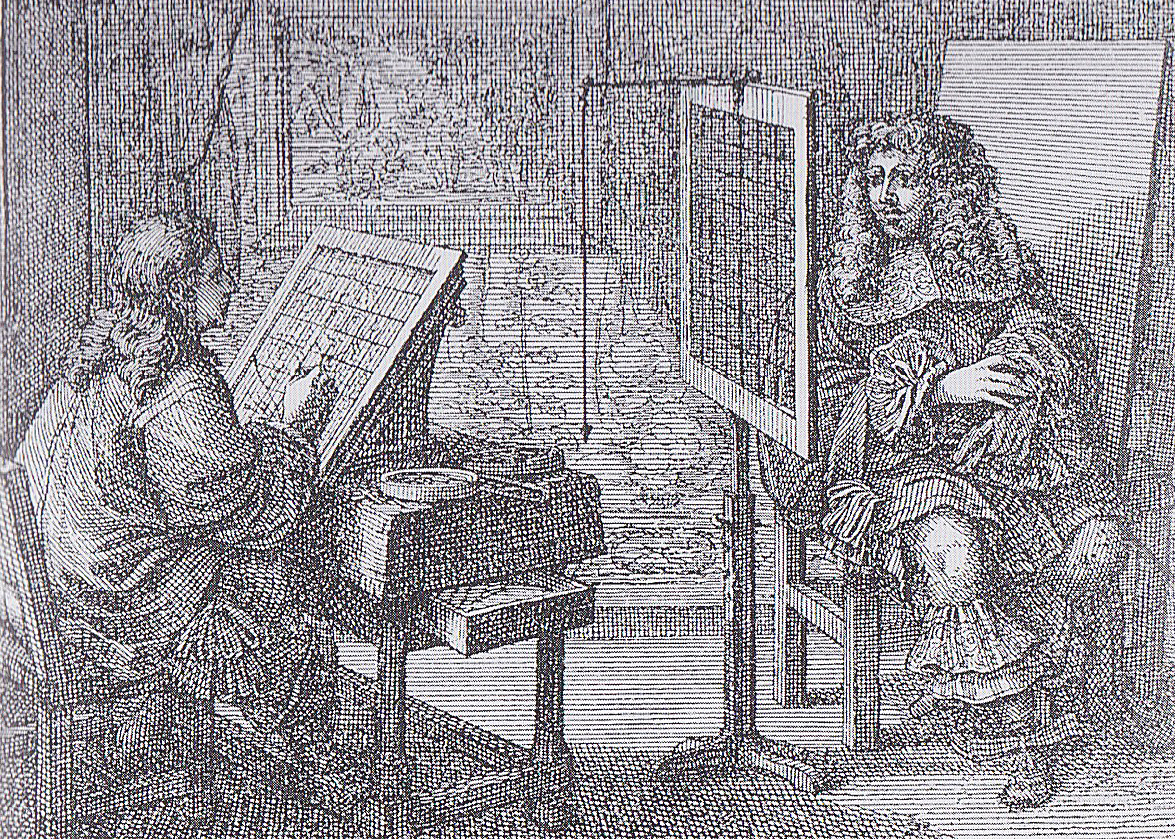
Abraham Bosse (um 1604–1676) zeigt in dieser Radierung wie ein Künstler mit Hilfe eines Netzrahmens und eines Quadratnetzes ein Porträt zeichnet.

Das Quadratnetz, Gitternetz oder Raster ist ein in der Malerei verwendeter Begriff für ein Netz rechtwinklig zueinander verlaufender und einander überschneidender Linien auf einem Bildträger.

## Verwendung
Das Quadratnetz diente erstens als Arbeitserleichterung bei der Herstellung einer Zeichnung/Unterzeichnung nach einem dreidimensionalen Vorbild und zweitens um eine Entwurfszeichnung auf einen anderen Bildträger wie Wand (Wandmalerei), Holztafel (Holztafelbild) oder Leinwand (Leinwandgemälde) zu übertragen. Abhängig von der Größe der Quadrate auf dem Bildträger und damit dem Maßstab ist es mit ihm möglich, die Zeichnung in gleicher Größe, verkleinernd oder vergrößernd zu übertragen.
Bei der maßstabgerechten Übertragen einer Entwurfszeichnung auf das endgültige Medium werden Entwurf und Zielmedium mit quadratischen Gittern aus waagerechten und senkrechten Linien versehen, so dass die entstehenden Felder einfacher maßstabsgerecht übertragen werden können. Je nach dem gewählten kann eine Verkleinerung oder Vergrößerung erreicht werden. Diese Methode wird auch in der Architektur angewandt.
Bei der Herstellung einer Zeichnung nach einem dreidimensionalen Vorbild benötigt der Künstler einen Netzrahmen, auch Fadennetz, Fadengitter oder Malerrahmen genannt, durch den er das Objekt betrachtet, und eine Zeichenfläche, auf die er ein Quadratnetz gezeichnet hat. In dieses überträgt er die Formgebung, die er durch das Quadratnetz sieht, Quadrat für Quadrat.
Bei der Übertragung einer Entwurfszeichnung zeichnet der Künstler ein Quadratnetz auf die Entwurfszeichnung und auf den neuen Bildträger. Soll die Zeichnung bei der Übertragung vergrößert werden, was in der Regel der Fall ist, wird das Raster auf dem neuen Bildträger entsprechend größer angelegt und danach die Zeichnung Quadrat für Quadrat übertragen.

## Geschichte
Diese Technik, die vermutlich auf Fillippo Brunelleschi zurückgeht, wird erstmals von Leon Battista Alberti (1435) beschrieben. Er verwendete eine feine durchsichtige Gaze in die mit stärkeren dunklen Fäden ein Raster eingearbeitet war. Sie wurde zwischen dem Künstler und wiederzugebender Person oder Landschaft aufgespannt. Auch Leonardo da Vinci empfiehlt 1492 diese Technik „für ein richtiges und gutes Sehen der Figuren“, ebenso wie Albrecht Dürer, der in einem Holzschnitt diese Technik festhielt.

## Spuren von Quadratnetzen auf Kunstwerken

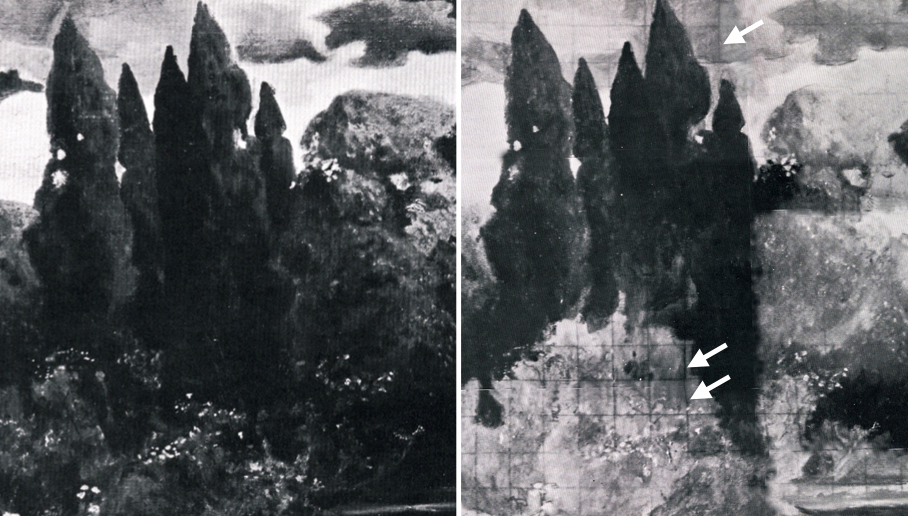
Das Infrarotreflektogramm (rechts) belegt, dass das Gemälde mit Hilfe eines Quadratnetzes, vermutlich von einem Foto oder einer Postkarte, auf eine grundierte Leinwand übertragen und dabei entsprechend vergrößert wurde.

Quadratnetze wurden auf Gemälden des 15. bis 20. Jahrhunderts festgestellt. Bei einzelnen Gemälden lassen sie sich durch die im Laufe der Zeit entstehende Transparenzerhöhung der darüber liegenden Farbschicht schon mit bloßem Auge erkennen. In der Regel werden Quadratnetze bei einer Gemäldeuntersuchung mit Hilfe der Infrarotuntersuchung nachgewiesen.
Die Verwendung von Quadratnetzen für die Formübertragung war in den altmeisterlichen Werkstätten als Arbeitserleichterung gebräuchlich. So besagt die Feststellung eines Quadratnetzes auf einem Kunstwerk nur, dass die Formgebung von einem „Vorbild“ übertragen wurde. Sie belegt nicht, dass das Kunstwerk, bei dem ein Quadratnetz nachgewiesen wurde, eine Kopie oder eine Fälschung ist.